# 富川十郎
富川 十郎（とみかわ じゅうろう、天保15年（1844年） - 慶応3年6月14日（1867年7月15日））は、新選組隊士。諱は政行、良利、政之。姓は藤原。
甲斐国、もしくは常陸国出身とされる。慶応元年（1865年）の江戸での隊士募集に応募して新選組に入隊。
慶応3年（1867年）3月に伊東甲子太郎らが脱退して御陵衛士を結成した際には、組に残留した（伊東から密命を受けていたともされる）。同年6月、新選組の幕臣取立てに反発し、御陵衛士に合流しようとするが新選組との規定により叶わなかった。その後、京都守護職邸で近藤勇らと脱隊の話し合いをするがこれも叶わず、茨木司、佐野七五三之助、中村五郎と共に同所で自刃した。享年24。墓所は初め光縁寺、後に戒光寺。